# 啄木鳥伍迪 (2017年電影)
《啄木鳥伍迪》（英語：Woody Woodpecker）是一部2017年美國3D真人/電腦動畫喜劇電影，由亞歷克斯·扎姆執導，改編自沃爾特·蘭茨創作的同名卡通人物啄木鸟伍迪。雖然該片是一部英語電影，但主要著重的是巴西市場。

## 劇情
蘭斯·沃爾特斯（Lance Walters，提摩西·歐蒙德森 
飾）是一名離異的律師，有一個兒子和一個新的伴侶，他想在森林中間的山上建造一個夢想中的家，因此啄木鳥伍迪（埃里克·鮑扎配音） 必須保護他在森林的家園，同時躲避兩個盜獵者的魔掌。伍迪準備用一連串的惡作劇來破壞他們的計劃。

## 外部連結
- 互联网电影数据库（IMDb）上《Woody Woodpecker》的资料（英文）
- 啄木鳥伍迪的X（前Twitter）
- 啄木鳥伍迪的Facebook專頁
- 爛番茄上《Woody Woodpecker》的資料（英文）